# Trigonurinae
A Trigonurinae a rovarok (Insecta) osztályában  a holyvafélék (Staphylinidae) családjának alcsaládja. Mindössze egy recens nem tartozik ide, amelynek Magyarországon nem fordul elő faja.

## Jellemzőik
Felületesen a futrinkafélékre emlékeztető testalkatú holyvák. Fejük viszonylag kicsi, csápjuk hosszú, fonalas. A szárnyfedők a potrohnak több mint felét befedik, rajta pontsorok húzódnak. Lábaik hosszúak és vékonyak.

## Rendszerezés
Egy recens nem 11 faja tartozik ide:
Trigonurus (Mulsant, 1847)
Trigonurus mellyi (Mulsant, 1847) - Előfordul Franciaországban és Olaszországban

## Fordítás
- Ez a szócikk részben vagy egészben  a   Trigonurinae című norvég Wikipédia-szócikk ezen változatának fordításán alapul.  Az eredeti cikk szerkesztőit annak laptörténete sorolja fel. Ez a jelzés csupán a megfogalmazás eredetét és a szerzői jogokat jelzi, nem szolgál a cikkben szereplő információk forrásmegjelöléseként.